# 양온명수이도기편호
양온명수이도기편호(良온銘獸耳陶器扁壺)는 서울특별시 종로구 새문안로, 서울역사박물관에 있는 고려시대의  도기 항아리이다. 2002년 8월 16일 서울특별시의 유형문화재 제159호로 지정되었다.

## 현지 안내문
이 扁壺는 硬質陶器로 平底의 바닥면 위에 권상법(coiling)으로 器面을 올려 胴體 양쪽을 두드려 편평하게 다듬은 후 어깨 양쪽에 짐승얼굴 모양을 조각하여 만든 것이다. 口緣일부 破欠된 곳을 보면 赤色으로표면만 還元燔造되었고 내부까지는 還元熱이 미치지 못한 것을 알 수가 있다. 표면에는 전체적으로 자연유가 얇게 입혀져 검은 광택이 있다. 이 陶器에서 특이한 점은 어깨 부위에 ‘良醞’이라는 銘文이 陰刻되어 있다는 점인데, 이는 이 陶器가 고려시대에 왕실에서 술의 제조 및 공급을 담당한 관청인 ‘良醞署’의 술 저장용기 중 하나였음을 알 수 있게 하는 부분이다. 靑磁에 이 官司名이 들어간 예는 현재까지 소수 알려져 있었으나 陶器에서는 그 예가 아직 발견되지 않았다. 형태와 전체적인 재질, 명문 등으로 판단하건대 이 扁壺는 13～14c에 제작된 것으로 보이며 그 희귀성 등을 고려할 때 도자사 연구에 있어 중요한 자료가 된다.

## 참고 자료
- 양온명수이도기편호 - 국가유산청 국가유산포털